# Светена вода
Светена вода е вода, осветена в църква. Употребата на светена вода в християнските църкви започва през II век. Традицията е свързана с кръщаването на Иисус Христос във водите на река Йордан, както и със старозаветни традиции.
Водата се осветява от свещеник или епископ и се използва при кръщение или благословия. Отслужващият литургията отец потапя метличка в светената вода, след което я разпръсква над главите на присъстващите в църквата. На входа на католическите църкви обикновено има съд със светена вода. Вярващите потапят пръстите на ръката си в нея, след което се кръстят преди да влязат в божия храм.
В християнската религия водата е символ на измиване на греховете.